# Matreier Tauernhaus
Das Matreier Tauernhaus ist ein Tauernhaus in der Gemeinde Matrei in Osttirol (Fraktion Tauer).

## Geschichte
Beim Matreier Tauernhaus handelt es sich um die älteste Talunterkunft in diesem Gebiet, sie wurde einst Gastschwaig genannt und besteht seit der frühen Neuzeit (1562). Es diente als Lazarett und Herberge für die Begeher (Händler, Säumer) des Felber Tauern.

## Beschreibung
Das Matreier Tauernhaus ist ein Hotel. Daneben befindet sich der dazugehörige gebührenpflichtige Wanderparkplatz, eine Kapelle sowie eine Jugendherberge.

## Lage
Das Matreier Tauernhaus liegt auf 1511 m ü. A. in Osttirol (Österreich) nordwestlich unterhalb des Felbertauerntunnel-Südportals am Tauernbach, der das Tauerntal durchfließt, im Nationalpark Hohe Tauern.

## Anreise
- Anreise per PKW: rund 2 km südlich des Felbertauerntunnel-Südportals zweigt die Straße zum Tauernhaus ab.
- Anreise per Bus: Haltestelle "Matrei in Osttirol, Abzw. Tauernhaus" der Buslinie Kitzbühel – Lienz in Osttirol. Fahrtdauer von den Endhaltestellen in etwa 1 h, dort sowie in Mittersill Umsteigemöglichkeit zur Pinzgauer Lokalbahn.

## Touren
- Wanderweg nach Innergschlöß über Außergschlöß und Fahrweg, der nur von Taxis, Pferdekutschen und einer Bummelbahn genutzt werden darf.
- Über das Innergschlöß (Venedigerhaus, 1689 m), vorbei an der Alten zur Neuen Prager Hütte, etwa 4½ bis 5 Stunden.